# Kappelen, Haut-Rhin
Kappelen là một xã ở tỉnh Haut-Rhin trong vùng Grand Est ở đông bắc Pháp. Xã này có diện tích 5,15 kilômét vuông, dân số năm 1999 là 522 người. Khu vực này có độ cao 325 mét trên mực nước biển.